# Antranilsav
Az antranilsav tiszta állapotban fehér színű szilárd anyag (op. 146–148 °C), bár a kereskedelmi minták lehetnek sárgák.
A növények és mikroorganizmusok korizmánsavból állítják elő. Köztes termék a triptofán szintézise során.
A vegyipar színezékeket, szacharint, korróziógátlót állít elő belőle. Észterei jázmin- és narancsillatúak, ezeket parfümökhöz használják. Az élelmiszeriparban a szójaszósz gomba elleni tartósítószere.
A DEA (az USA kábítószer-ellenes hivatala) I-es listáján szerepel, mivel illegálisan metakvalont készítenek belőle.

### Fordítás
Ez a szócikk részben vagy egészben  az   Anthranilic acid című angol Wikipédia-szócikk ezen változatának fordításán alapul.  Az eredeti cikk szerkesztőit annak laptörténete sorolja fel. Ez a jelzés csupán a megfogalmazás eredetét és a szerzői jogokat jelzi, nem szolgál a cikkben szereplő információk forrásmegjelöléseként.
- Elavult vitaminnevek – angol Wikipédia